# Dolbina krikkeni
Dolbina krikkeni là một loài bướm đêm thuộc họ Sphingidae. Loài này có ở Sumatra.